# Christoph Frick (Regisseur)
Christoph Frick (* 22. Juli 1960 in Tuttlingen, Deutschland) ist ein Schweizer Theaterregisseur.

## Leben
Christoph Frick inszeniert zeitgenössische und klassische Theatertexte und erarbeitet eigene Stücke und Projekte. 1989–1994 leitete er die Theatergruppe Pix zusammen mit Jo Dunkel und Markus Wolff. Dort realisierte er seine erste Inszenierung Jetzt-Jetzt-Jetzt, mit der er überregional bekannt wurde und an die Festivals Theater der Welt, impulse und spielart eingeladen wurde.
1991 gründete er zusammen mit Jordy Haderek die Gruppe KLARA Theaterproduktionen, die er bis heute leitet und für die er eigene Projekte entwickelt und inszeniert.
Seine Inszenierungen und Eigenproduktionen waren an zahlreichen Festivals und Theatern zu sehen, darunter: Mülheimer Theatertage, Heidelberger Stückemarkt, Theater der Welt, Impulse (Theaterfestival), Theaterbiennale Wiesbaden, Bonner Biennale, Internationale Schillertage Mannheim, Steirischer Herbst Graz, Time Festival Gent, Kaaitheater Brüssel, Garaj Istanbul, Festival Aua wir leben Bern, Zürcher Theater Spektakel.
Seit 1999 inszeniert Christoph Frick an Stadt- und Staatstheatern. Eine wichtige Wegbereiterin war für ihn die Intendantin Barbara Mundel. Eine weitere enge Zusammenarbeit besteht mit dem Schauspieler Nicola Fritzen. Gemeinsam realisierten sie u. a. das Projekt über die gleichnamige Haftanstalt Palmasola in Bolivien. In den folgenden Jahren arbeitete er an verschiedenen deutschsprachigen Staatstheatern, darunter am Schauspiel Hannover, am Schauspielhaus Köln, am Staatsschauspiel Dresden, am Schauspielhaus Bochum, an den Münchner Kammerspielen, am Theater Freiburg und am Theater am Neumarkt.
Von 2006 bis 2009 war er Hausregisseur am Theater Freiburg.

## Inszenierungen
- 1989 – Jetzt-Jetzt-Jetzt von Christoph Frick und Ensemble, PIX Basel, Tournee CH, D
- 1991 – Klara! – ein Melodrama von Christoph Frick und Jordy Haderek, Tournee CH, D
- 1992 – Welcome Idiot 1 von Christoph Frick und Ensemble, Pix Basel/Weltausstellung Sevilla
- 1993 – Abend von Christoph Frick und Jordy Haderek,
- 1994 – Welcome Idiot 2 von Christoph Frick und Ensemble, Pix Basel
- 1995 – Pola – eine einfache Geschichte von Christoph Frick und Jordy Haderek, Basel/Tournee CH, D, B, A, SLO, PAK
- 1996 – Die Krönung, KLARA Basel/Tournee CH, D
- 1997 – A Poet who is also an Orangutan von Christoph Frick und Jordy Haderek, Basel
- 1998 – 1000 Chancen von Christoph Frick und Jordy Haderek, Basel/Alte Kiosk AG Basel; Die Konsequenz des Wettbewerbs ist die Show von Christoph Frick, Basel/Theaterhaus Gessnerallee, Zürich
- 1999 – Mehr Geld – ein Projekt von Christoph Frick, Luzerner Theater, Basel
- 2000 – Gestörte Vorgesetzte von Christoph Frick, Basel, Zürich, Tournee CH, D, B; Das Sparschwein von Eugène Labiche, Luzerner Theater
- 2001 – Alle Jäger Danke – ein Projekt von Christoph Frick, steirischer herbst, Graz, Basel/Theater im Bahnhof, Graz
- 2002 – Die sorglose Heiterkeit der Unternehmerherzen von Christoph Frick und Suzanne Zahnd, Basel/Theaterhaus Gessnerallee Zürich, Tournee CH, D; Wilhelm Tell von Friedrich Schiller, Luzerner Theater
- 2003 – Snack Bar Tragedy – ein Projekt von Christoph Frick, Basel/Campo, Gent, Tournee B, NL, F, CH; Peer Gynt von Henrik Ibsen, Luzerner Theater
- 2004 – Der Sturm von William Shakespeare, Stadttheater Bern; Herr Puntila und sein Knecht Matti von Bertolt Brecht, Schauspiel Hannover; Tod eines Handlungsreisenden von Arthur Miller, Schauspiel Hannover
- 2005 – DNA – Eine Familiensaga von Christoph Frick und Suzanne Zahnd, Basel/Basel, Tournee CH; Nathan der Weise von Gotthold Ephraim Lessing, Schauspiel Hannover
- 2006 – Eldorado von Marius von Meyenburg; Im Inneren Ausland – ein Projekt von Christoph Frick und Suzanne Zahnd, Uraufführung Stadttheater Bern; Othello von William Shakespeare, Theater Freiburg
- 2007 – Moby Dick nach dem Roman von Herman Melville, Schauspiel Hannover; Ein Sommernachtstraum von William Shakespeare, Schauspielhaus Köln; Kasimir und Karoline von Ödön von Horváth, Theater Freiburg, Die Räuber von Friedrich Schiller, Schauspiel Hannover
- 2008 – Die Nibelungen von Friedrich Hebbel, Theater Freiburg; Die Europäische Verfassung – Theatralisierung des Vertrags von Lissabon, Uraufführung Theater Freiburg; Wer hat Angst vor Virginia Woolf? von Edward Albee, Schauspiel Hannover
- 2009 – Bettleroper – ein Schauspiel mit Musik von Christoph Frick und Bernadette La Hengst, Uraufführung Theater Freiburg; Die Heilige Johanna der Schlachthöfe von Bertolt Brecht, Theater Freiburg; Hochstapler und Falschspieler – ein Projekt von Christoph Frick, Uraufführung, Basel/pvc Tanz/Theater Freiburg, Tournee D, CH, TUR; Belagerungszustand von Albert Camus, Kammerspiele München
- 2010 – Lüg mir in mein Gesicht von Paul Brodowsky, Uraufführung Theater Freiburg; Der Besuch der Alten Dame von Friedrich Dürrenmatt, Theater Freiburg; Oft ist die Natur nicht einmal schön von Christoph Frick und Bo Wiget, Uraufführung Schauspielhaus Bochum
- 2011 – Vater, Mutter Geisterbahn von Martin Heckmanns, Uraufführung Staatsschauspiel Dresden; Die Dreigroschenoper von Bertolt Brecht, Schauspielhaus Bochum
- 2012 – Letzte Welten – physical theater von Christoph Frick und Gavin Weber, Uraufführung Theater Freiburg, Basel, Tournee D, CH; Die Unbeschulbaren – ein Projekt von Christoph Frick, Uraufführung Theater Freiburg; Elementarteilchen nach dem Roman von Michel Houellebecq, Theater Freiburg
- 2013 – Der Belagerungszustand von Albert Camus, Theater der Künste Zürich; Vom Wandel der Wörter nach der Erzählung Das Deutschlandgerät von Ingo Schulze, Uraufführung Staatsschauspiel Dresden; Amerika nach dem Romanfragment von Franz Kafka, Theater Freiburg; Sie können das alles senden! Reden in der Demokratie. Ein Trainingslager – ein Projekt von Christoph Frick, Schauspiel Hannover
- 2014 – Melting Pot ein Projekt von Christoph Frick und Joanne Leighton (Choreographie), Theater Freiburg, Junges Theater Basel, Centre Choreografique National De Franche-Comté à Belfort, Europaallee von Christoph Frick, Martin Schütz, Bo Wiget und Ensemble, Theater am Neumarkt, Zürich
- 2015 – Ein Volksfeind von Henrik Ibsen, Theater Freiburg; Naturzwei von Christoph Frick, Martin Schütz und Bo Wiget, Theater Freiburg, Kaserne Basel, Festival Alpentöne
- 2016 – Ivanov von Anton Pawlowitsch Tschechow, Theater der Künste, Zürich; Schlachten! von Tom Lanoye und Luk Perceval, Theater Freiburg
- 2018 – Das Weisse Band, Theateradaption von Christoph Frick, nach dem Drehbuch von Michael Haneke, Staatstheater Darmstadt
- 2019 – Palmasola – ein Rechercheprojekt über die gleichnamige Haftanstalt in Santa Cruz de la Sierra, Bolivien, KLARA-Theaterproduktionen, Goethe Zentrum Santa Cruz de la Sierra, Kaserne Basel
- 2019 – FIFA – Glaube, Liebe Korruption, von Christoph Frick und Ensemble, Konzert Theater Bern